# Ehregott Andreas Wasianski
Ehregott Andreas Christoph Wasianski (* 3 juillet 1755 à Kœnigsberg; † 17 avril 1831 à Kœnigsberg) est un théologien prussien, passé à la postérité comme le biographe d'Emmanuel Kant, dont il fut l'étudiant.
Wasianski étudia d'abord la médecine, puis la théologie à l’Albertina. Il fut successivement chef de chœur (1780) puis pasteur (1808) de la paroisse de Tragheim, un faubourg historique de Kœnigsberg. Secrétaire particulier du philosophe Emmanuel Kant, il en fut aussi le confident, l'administrateur de biens et l'exécuteur testamentaire. À ce titre, il a laissé des mémoires détaillés sur les dernières années du maître de Kœnigsberg : Thomas De Quincey y a largement puisé pour composer l'un de ses chefs-d’œuvre : Les derniers jours d'Emmanuel Kant (1827). Il collabora avec le facteur d'instruments Grabrecht au perfectionnement du Geigenwerk, une vielle multi-octaves, dont deux exemplaires seulement furent construits.